# Печинский, Константин Антонович
Константин Антонович Печинский (18 сентября 1911 года, Тифлис — 3 ноября 1995 года, Мариуполь, Украина) — старший механик парохода Азовского управления Черноморского государственного морского пароходства, Сталинская область, Украинская ССР. Герой Социалистического Труда (1960).

## Биография
Родился 18 сентября 1911 года в многодетной крестьянской семье в Тифлисе. С 1928 года начал свою трудовую деятельность дневальным на земснаряде «Халтурин» в Новороссийске. С 1936 года работал кастрюльником, дневальным, мотористом на теплоходе «Войков» Черноморского морского пароходства. Обучался на механическом отделении Херсонского морского техникума (1932—1937). С 1939 года работал на различных судах Черноморского морского пароходства.
В июле 1941 году был призван на Черноморский военно-морской флот. Служил электриком-связистом на Новороссийской военной базе. После демобилизации в 1945 году продолжил работать на кораблях Черноморского морского пароходства. С 1952 года работал старшим механиком в Азовском морском пароходстве. С 1943 года — член ВКП(б).
В 1960 году удостоен звания Героя Социалистического Труда «за выдающиеся успехи, достигнутые в деле развития морского пароходства».
После выхода на пенсию в 1973 году проживал в Мариуполе, где скончался в 1995 году. Похоронен на Старокрымском кладбище в окрестностях Мариуполя.

## Награды
- Герой Социалистического Труда, звание присвоено указом Президиума Верховного Совета СССР от 3 августа 1960 года
- Орден Ленина
- Орден Трудового Красного Знамени
- Орден Отечественной войны 2 степени
- Медаль «За боевые заслуги»